# Xã Ishpeming, Michigan
Xã Ishpeming (tiếng Anh: Ishpeming Township) là một xã thuộc quận Marquette, tiểu bang Michigan, Hoa Kỳ. Năm 2010, dân số của xã này là 3.513 người.